# Niptus hololeucus
Niptus hololeucus é uma espécie de insetos coleópteros polífagos pertencente à família Anobiidae.
A autoridade científica da espécie é Faldermann, tendo sido descrita no ano de 1835.
Trata-se de uma espécie presente no território português.